# Upplands runinskrifter 888
Upplands runinskrifter 888 är en vikingatida runsten av grå granit i Ångelsta, Skogs-Tibble socken och Uppsala kommun. Runstenen är 1,15 meter hög och 0,6 meter bred. Stenen är ristad på två sidor. Ristningen är en nonsensinskrift med spår av runliknade tecken.

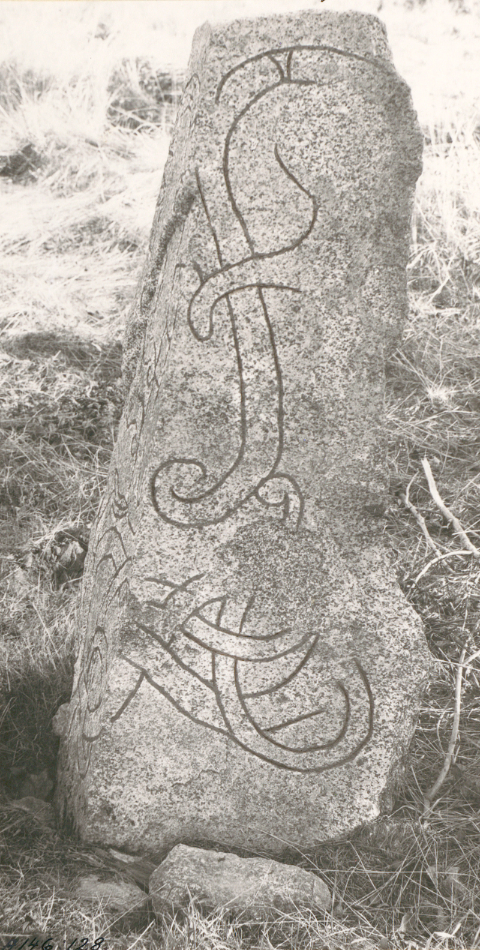
Den andra ristade sidan av U 888.

## Historia
1911 rapporterade Tidningen Upsala att denna runsten, som varit försvunnen sedan åtskilliga år, hade återfunnits i en dikestrumma. När dikestrumman flyttades år 1935 togs stenen upp och restes 75 meter nordnordost om fyndplatsen.